# Алімов Сергій Андрійович
Сергі́й Андрі́йович Алі́мов (рос. Сергей Андреевич Алимов; нар. 14 вересня 1921, Москва — пом. 17 жовтня 1990, там само) — радянський футбольний арбітр. Суддя всесоюзної категорії з футболу (1956) та хокею з м'ячем, арбітр ФІФА (1963). Вісім разів потрапляв до списку найкращих суддів СРСР. Був головним суддею фіналу Кубка СРСР 1967. У вищій лізі СРСР провів 121 поєдинок у ранзі головного судді (1954 — 1968).

## Життєпис
Грав на позиції нападника в московських командах «Каучук» (1935—1940) і «Червона троянда» (1941, 1946-47). Суддівську кар'єру розпочав 1947 року.
Учасник німецько-радянської війни. Нагороджений медаллю «За перемогу над Німеччиною у Великій Вітчизняній війні 1941—1945 рр.» (2.09.1945), орденом Вітчизняної війни II ступеня (6.04.1985).
У вищій лізі СРСР із футболу в ранзі головного арбітра (1954 — 1968) провів 121 поєдинок, у яких призначив 19 пенальті й 12 разів вилучав футболістів. Нагороджений пам'ятною золотою медаллю за суддівство 100 матчів чемпіонатів Радянського Союзу. Вісім разів потрапляв до списку найкращих суддів СРСР: 1959, 1960, 1961, 1962, 1963, 1964, 1965, 1966, 1967. Судив фінал Кубка СРСР 1967 (зустрічалися московські «Динамо» та ЦСКА). Член президії Всесоюзної колегії суддів — 1956—1976, член президії московської колегії суддів — 1954—1972.
Був суддею всесоюзної категорії з хокею з м'ячем, судив матчі чемпіонатів і Кубка СРСР. Провів понад 30 міжнародних матчів, в тому числі відбіркові ігри чемпіонатів світу та Європи.
Алімов був одним із найавторитетніших методистів Всесоюзної колегії суддів. Протягом двох десятків років очолював її навчально-методичну комісію, був автором багатьох методичних розробок і практично незамінним керівником весняних навчально-тренувальних зборів суддів, які обслуговують матчі команд класу «А», як тоді називався вищий дивізіон.
Був серед кандидатів на суддівство матчів чемпіонату світу 1966 року в Англії. Однак невдало проведена гра першості СРСР між столичними клубами «Динамо» і «Торпедо» перекреслила ці надії.
Помер 17 жовтня 1990 року в Москві. Похований на Ваганьковському кладовищі в Москві.